# Hambejronija
Hambejronija (lat. Chambeyronia), maleni biljni rod iz porodice Arecaceae kojem pripadaju 9 vrsta, sve endemi  iz Nove Kaledonije.

## Vrste
1. Chambeyronia divaricata (Brongn.) Hodel & C.F.Barrett
2. Chambeyronia houailouensis Hodel & C.F.Barrett
3. Chambeyronia huerlimannii (H.E.Moore) Hodel & C.F.Barrett
4. Chambeyronia lepidota H.E.Moore
5. Chambeyronia macrocarpa (Brongn.) Vieill. ex Becc.
6. Chambeyronia magnifica (H.E.Moore) Hodel & C.F.Barrett
7. Chambeyronia oliviformis (Brongn. & Gris) Hodel & C.F.Barrett
8. Chambeyronia piersoniorum (Pintaud & Hodel) Hodel & C.F.Barrett
9. Chambeyronia pyriformis (Pintaud & Hodel) Hodel & C.F.Barrett